# Утешков (древнерусский город)
Уте́шков — исчезнувший город, упоминаемый в летописном «Списке русских городов дальних и ближних».

## Локализация
Исходя из характера упоминания в «Списке», а также на основе данных об Утешковской волости из оброчной книги Путивльского уезда 1628—1629 годов, город локализуется в верхнем Посулье. Возможно, Утешкову соответствует городище у села Кубраково Бурынского района Сумской области. Эта версия не признана достаточно обоснованной.

## История

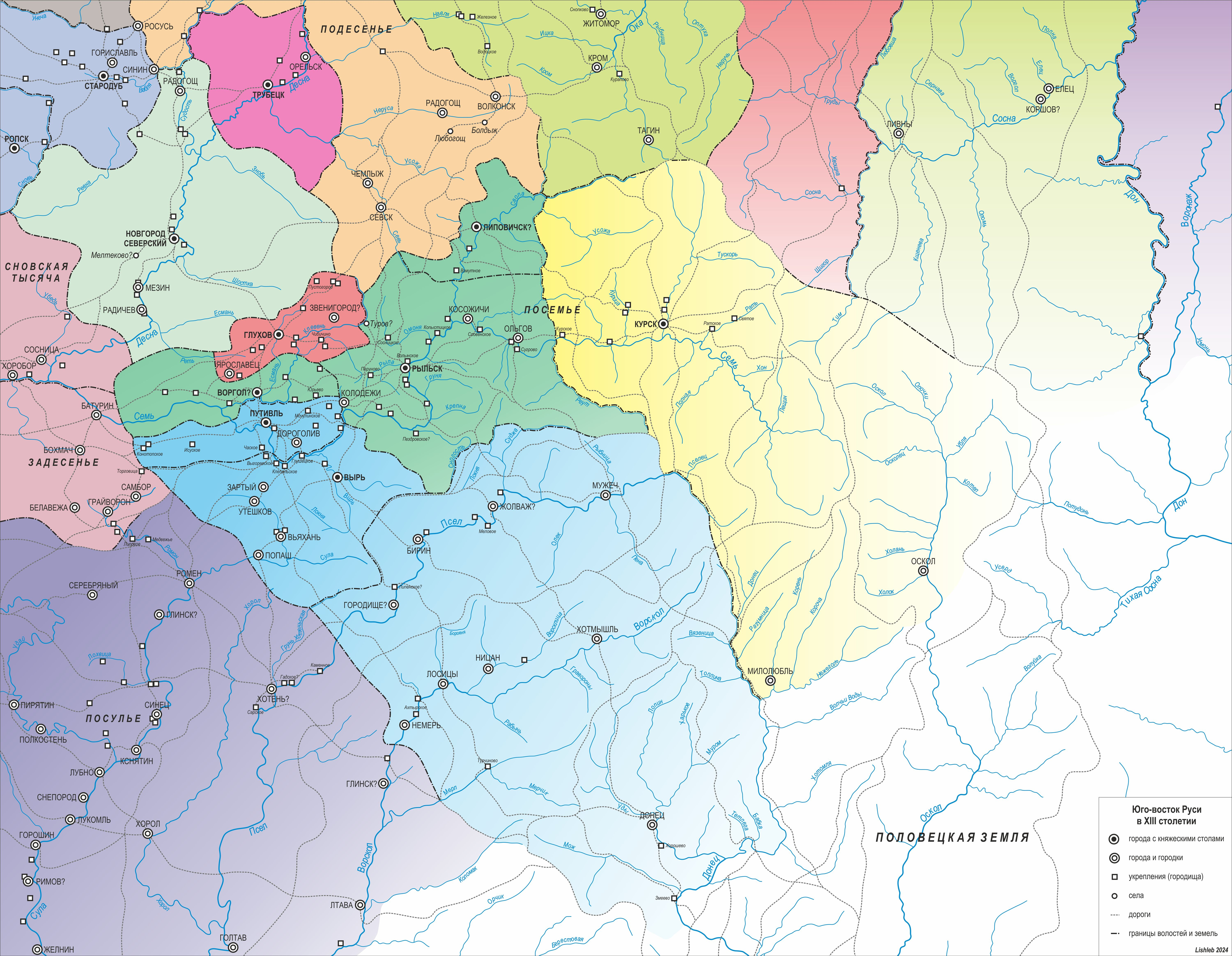
Утешков на карте Путивльского княжества

Предположительно, Утешков возник во второй половине XII века в эпоху выделения удельного Путивльского княжества из состава Новгород-Северского княжества. Поселение позволяло контролировать переправу через Терн на дороге из Путивля в Ромен. В непосредственном соседстве от него находились города Зартый, Попаш и Вьяхань. Вероятно, Утешков был разрушен в ходе монгольского нашествия на Русь.

## Городище
Видимых следов укреплений на распаханном городище площадью 0,7 га не сохранилось. Городище было открыто в 1972 году и исследовано в 1980 году Посульской археологической экспедицией под руководством Ю. Ю. Моргунова. Были найдены остатки оборонительной стены и углублённых в землю построек. Возможно, город находился в частном владении и принадлежал кому-то из путивльских бояр.